# Seeing Double (album)
Pour les articles homonymes, voir Seeing Double.
Seeing Double est le 4e album sorti par le S Club 7 mais le premier en tant que S Club depuis que Paul Cattermole avait quitté le groupe. C'est aussi le dernier album à l'exception de la compilation spéciale Best - The Greatest Hits Of S Club 7. Il a été réalisé par la maison de disques Polydor et est sorti le 25 novembre 2002 au Royaume-Uni où il a obtenu la 17e position au Top-40 et a été certifié platine (+ de 900 000 albums vendus). Plusieurs des chansons, dont certaines ont été composées par Bradley McIntosh se retrouvent dans leur film: Seeing Double.

## Liste des chansons
1. Alive
2. Whole Lotta Nothin'
3. Love Ain't Gonna Wait for You
4. Bittersweet
5. Straight from the Heart
6. Gangsta Love
7. Who Do You Think You Are?
8. Do It 'Til We Drop
9. Hey Kitty Kitty
10. Dance
11. Secret Love
12. The Greatest
13. In Too Deep
14. Let Me Sleep
15. Every Kind of People
16. Alive (Almighty Mix)